# Makroökologie

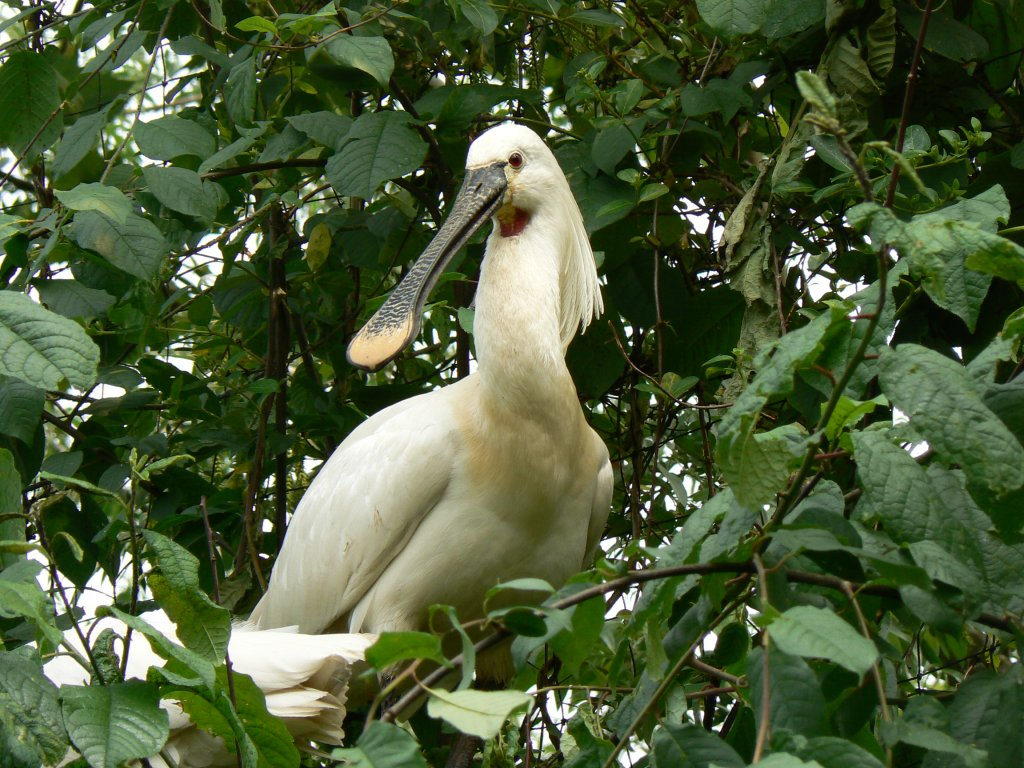
Die Verschiebung des Brutgebietes von Vögeln, wie dem Löffler, untersucht die Makroökologie

Die Makroökologie ist ein Arbeitsgebiet der Ökologie, die die emergenten Muster und Mechanismen statistisch umfangreicher Datensätze "ökologischer Partikel" (Arten, Merkmale, Artengemeinschaften, Landschaftsausschnitte, Zeitreihen) erforscht. Diese treten häufig, aber nicht ausschließlich, auf großen räumlichen und zeitlichen Maßstäben auf. Die Makroökologie arbeitet dabei zunehmend häufiger mit einer großräumigen Betrachtungsweise und untersucht das jeweilige Forschungsobjekt (beispielsweise Tiere, Pflanzen, Menschen, Landschaften) mit statistischen Mitteln in Bezug auf Verbreitung, Häufigkeit und Diversität. Häufig stehen die Verteilungseigenschaften von Organismen und Biodiversitätsmustern im globalen Zusammenhang im Mittelpunkt des Interesses.

## Disziplingeschichte
Der Begriff Macroecology wurde von James Brown von der Universität New Mexico und Brian Maurer von der Michigan State University 1989 in einem Paper eingeführt. Inhaltlich hat Makroökologie bereits eine längere Tradition, die sich auch auf Humboldts Forschungen zurückverfolgen lässt. Die Makroökologie als Disziplin der Ökologie entstand Mitte der 1990er-Jahre, als die Computer- und Software-Innovationen und immer bessere geographische Informationssysteme zur Verfügung standen. Zudem wurde der Zugang zu globalen Datenbanken erleichtert. Durch die Beschäftigung mit der globalen Biodiversität entstanden neue Fragen, etwa zur Verbreitung von Arten im globalen Maßstab und zu drängenden Problemen des Naturschutzes. Die Analysen bewegen sich oft auf kontinentaler oder globaler Ebene.
Makroökologische Betrachtungsweisen finden sich u. a. in der Landschaftsökologie, der Biologie, der Geographie, der Ökosystemforschung und den Umweltwissenschaften. Der in Deutschland überwiegend bearbeitete Bereich Makroökologie ist inhaltlich stark mit der Biogeographie verbunden. International wird das Feld sehr viel weiter gefasst und u. a. physiologischen, morphologische oder ökologische die Eigenschaften über viele Arten hinweg unabhängig von Verbreitungsmustern untersucht. In der Gesellschaft für Ökologie sind die makroökologisch arbeitenden Wissenschaftler im deutschsprachigen Raum in einer eigenen Arbeitsgruppe zusammengefasst. In Deutschland hat die Makroökologie 2004 durch die Einrichtung eines Virtuellen Instituts der Helmholtz-Gemeinschaft großen Auftrieb erhalten.
Im deutschsprachigen Raum existieren derzeit die beiden verwandten Bereiche der Biogeographie und Makroökologie mehr oder minder symbiotisch nebeneinander. Die jüngere Makroökologie hat ihre Wurzeln stärker im organismisch-ökologischen Bereich, während die Biogeographie aus der klassischen physischen Geographie gewachsen und dort beheimatet ist.

## Methoden
Für makroökologische Untersuchungen werden Datensätze mit abiotischen und biotischen Faktoren herangezogen. Mithilfe von Geographischen Informationssystemen und Statistikprogrammen werden u. a. Aussagen über die Ausbreitungsmuster, Dichte und mögliche Gefährdung getroffen. Auch werden mithilfe ökologischer Modellierung Szenarien simuliert. Für großflächige Analysen werden unter anderem Fernerkundungsdaten (Landsat, SPOT, Satelliten der ESA Earth Explorer Missions) herangezogen und teilweise mittels OBIA-Werkzeugen (Object-based image analysis) analysiert.
Verschiedene Algorithmen von Clustern für Clusteranalysen (hierarchische Clusteranalyse) und multilevel Taxon-Analysen ermöglichen den notwendigen Abstraktionsgrad für globale Analysen.

## Bedeutung und gesellschaftliche Wirkung
Makroökologische Ansätze helfen globale, kontinentale und regionale Natur- und Umweltveränderungen zu verstehen und ihre Auswirkungen abzuschätzen. International tätige Organisationen der Entwicklungszusammenarbeit, der nachhaltigen Entwicklung und des Natur- und Biodiversitätsschutzes bedienen sich der Methoden der Makroökologie und beziehen ihre Ergebnisse in ihre Forschungen mit ein.
Conservation International bezieht in seine Planung der weltweiten Erhaltung der Biodiversität makroökologische Ergebnisse ein.

## Aktuelle Fragestellungen
- Vorhersagen wie die Biodiversität sich verändert, wenn eine Insel wächst (beispielsweise nach Vulkanausbrüchen) oder wenn sie untergeht (durch den Meeresspiegelanstieg).
- Verschiebung der Vegetationsgrenzen in der Nordhemisphäre.